# Moxee
Moxee – miasto w Stanach Zjednoczonych, w stanie Waszyngton, w hrabstwie Yakima.